# Charles Terrot
Charles Terrot   (Cuddalore, 19 de setembre de 1790 - Edimburg, 2 d'abril de 1872) fou un religiós i matemàtic britànic.
Els seus pares eren descendents d'hugonots francesos que van abandonar França després de l'Edicte de Nantes. El seu pare, Elias Terrot, militar de carrera, va morir en el setge de Bangalore només unes setmanes abans del seu naixement. La seva mare, Mary Fonteneau, vídua, va tornar a Anglaterra immediatament, amb el seu fill.
Terrot va estudiar al Trinity College (Cambridge) on es va graduar el 1812. L'any següent és nomenat diaca de l'Església Episcopal Escocesa i fellow del Trinity College. El 1815, en ser elevat al sacerdoci, és destinat a Haddington (Escòcia). El 1817 anirà a Edimburg on romandrà la resta de la seva vida, ocupant llocs cada cop més destacats de l'Església d'Escòcia, com a bisbe d'Edimburg entre 1841 i 1872 i arribant a ser el primat de l'Església entre 1857 i 1862. Terrot dedicava el seu temps de lleure a la reflexió matemàtica, a l'arquitectura i a la poesia ( ja el 1816 havia publicat un llarg poema dedicat a Ezequies i Sennàquerib.
El 1840 ve ser escollit fellow de la Royal Society of Edinburgh, en la que va participar activament en les seves sessions públiques i de la que va ser vicepresident des de 1844 fins a 1860.

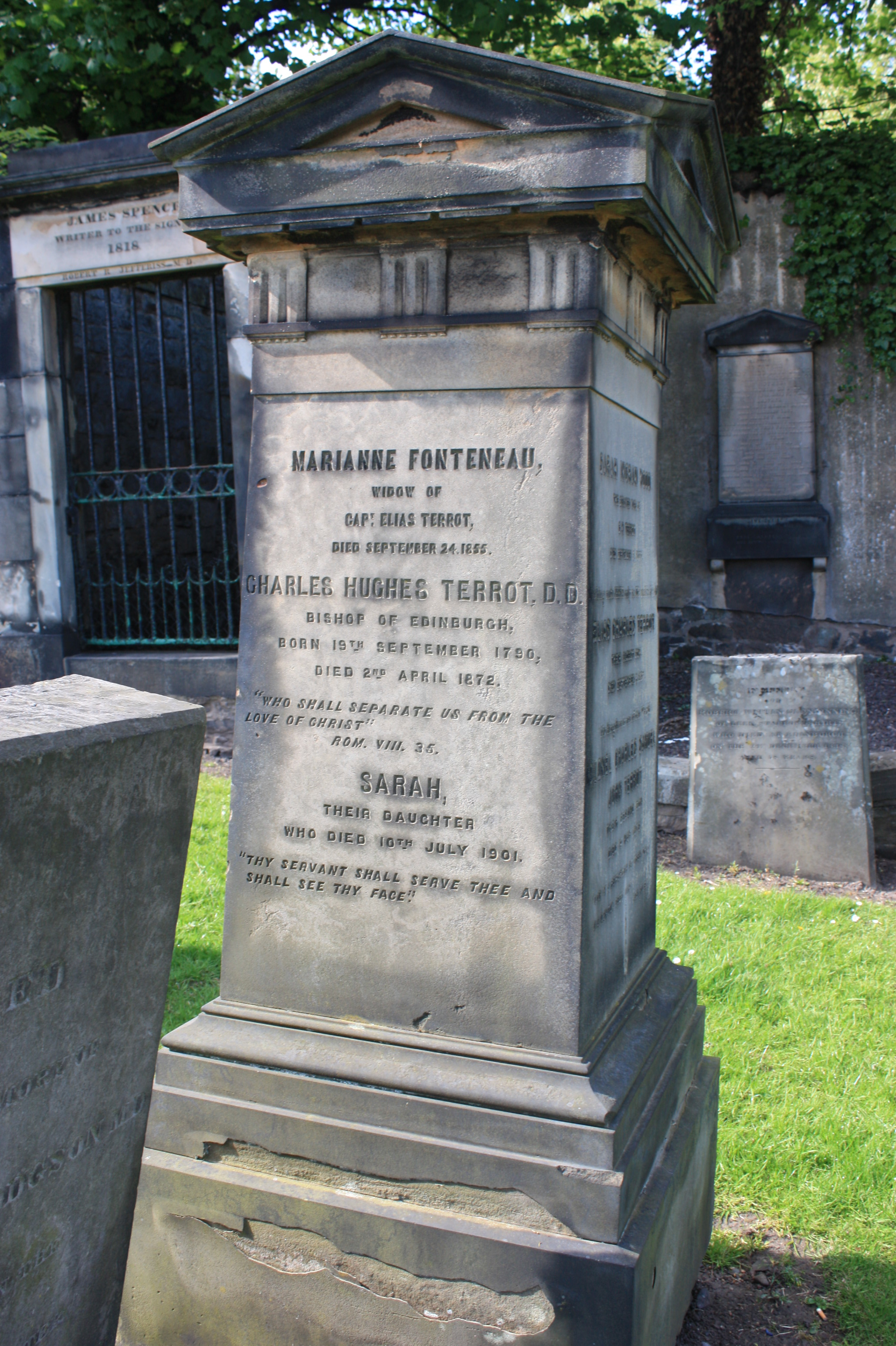
Tomba de Terrot al cementiri New Calton d'Edimburg.

Terrot va morir a Edimburg el 1872 i va ser enterrat al cementiri New Calton.
Potser la seva obra més important és un article sobre les probabilitats combinades publicat el 1853 als Proceedings de la Royal Society of Edinburgh. En aquest article es pregunta sobre la probabilitat d'un fenomen del que només sabem que ha estat realitzat {\displaystyle p+q} vegades, amb el resultat d'haver obtingut {\displaystyle p} resultats positius i {\displaystyle q} resultats negatius.
Un altre article seu de 1847, sobre els nombres complexos, sembla haver tingut un efecte notable sobre P. G. Tait i J. C. Maxwell.